# Ivan Ivan
Pour les articles homonymes, voir Ivan.
Ivan Ivan (né le 20 août 2002 à Ostrava en Tchéquie) est un joueur professionnel tchèque de hockey sur glace. Il évolue au poste d'attaquant.

## Biographie

### Carrière en club
Formé au HC Vítkovice, il est choisi en trente-sixième position par les Eagles du Cap-Breton lors de la sélection européenne 2019 de la Ligue canadienne de hockey. Ivan part alors en Amérique du Nord et évolue avec les Screaming Eagles dans la LHJMQ jusqu'en 2023. En 2023, il passe professionnel avec les Eagles du Colorado dans la Ligue américaine de hockey. Le 9 octobre 2024, il joue son premier match dans la Ligue nationale de hockey avec l'Avalanche du Colorado face aux Golden Knights de Vegas. Le 12 octobre 2024, il enregistre son premier point dans la LNH, une assistance face aux Blue Jackets de Columbus. Le 24 octobre 2024, il marque son premier but dans la LNH face au Club de hockey de l'Utah.

### Carrière internationale
Il représente la Tchéquie en sélections jeunes.

### Statistiques en club
| Saison    | Équipe                | Ligue      |                   | Saison régulière  | Saison régulière  | Saison régulière  | Saison régulière  | Saison régulière |   | Séries éliminatoires | Séries éliminatoires | Séries éliminatoires | Séries éliminatoires | Séries éliminatoires |
| Saison    | Équipe                | Ligue      | PJ                | B                 | A                 | Pts               | Pun               | PJ               | B | A                    | Pts                  | Pun                  |                      |                      |
| 2018-2019 | HC Bohumín            | Tchéquie 4 | 1                 | 0                 | 1                 | 1                 | 2                 | -                | - | -                    | -                    | -                    |                      |                      |
| 2019-2020 | Eagles du Cap-Breton  | LHJMQ      | 62                | 11                | 11                | 22                | 8                 | -                | - | -                    | -                    | -                    |                      |                      |
| 2020-2021 | AZ Havířov            | 1.liga     | 5                 | 0                 | 0                 | 0                 | 0                 | -                | - | -                    | -                    | -                    |                      |                      |
| 2021-2022 | Eagles du Cap-Breton  | LHJMQ      | 65                | 31                | 34                | 65                | 22                | -                | - | -                    | -                    | -                    |                      |                      |
| 2022-2023 | Eagles du Cap-Breton  | LHJMQ      | 64                | 33                | 57                | 90                | 52                | 4                | 3 | 1                    | 4                    | 2                    |                      |                      |
| 2023-2024 | Eagles du Colorado    | LAH        | 67                | 12                | 19                | 31                | 20                | 3                | 1 | 0                    | 1                    | 0                    |                      |                      |
| 2024-2025 | Avalanche du Colorado | LNH        | Saison en cours ? | Saison en cours ? | Saison en cours ? | Saison en cours ? | Saison en cours ? |                  |   |                      |                      |                      |                      |                      |

### Statistiques en équipe nationale
| Année | Compétition                 |   | PJ | B | A | Pts | Pun | +/-             |  | Résultat |
| 2022  | Championnat du monde junior | 7 | 0  | 1 | 1 | 2   | -4  | Quatrième place |  |          |